# A História do Universo DC
A História do Universo DC é uma minissérie em duas edições criada por Marv Wolfman e George Pérez logo após a Crise nas Infinitas Terras. Foi uma tentativa de contar resumidamente a nova história do Universo DC, que passaria a ser único e não mais um dos múltiplos universos ou Multiverso que existiam no período conhecido como Pré-Crise.
Na planificação original da "Crise nas Infinitas Terras", a "História" seria o encerramento  da série, a ser contada em duas edições, logo após a destruição do Multiverso e o "Começo do Tempo" mas isso foi mudado, provavelmente porque não era um final considerado dramático o suficiente.
A série foi narrada na forma de uma crônica da Precursora, que mostrou como ficaram o passado, presente e futuro do Universo DC Pós-Crise. Foram usadas páginas unas ou duplas com grandes painéis que substituíram os quadrinhos das histórias comuns, acompanhados de breves textos. No final da série, a Precursora coloca a história numa cápsula e a lança para o espaço. Na posterior macrossérie da DC, "Millennium", a história é interceptada pelos Caçadores Cósmicos, antecessores da Tropa dos Lanternas Verdes, igualmente criado pelos Guardiões do Universo. Esse conhecimento é usado para atacar os super-heróis da Terra.
A série foi republicada pela Graphitti Designs e depois reimpressa pela própria DC Comics.

## Origens não estáveis
Muito do que foi contado na minissérie e que deveria permanecer como "origens estabilizadas", acabou por ser alterado em poucos anos ou até mesmo meses:
- Os Maltusianos colonizaram Oa antes de Krona começar sua observação da origem do Universo, evento que criaria o Multiverso.
- A experiência criou uma "onda do mal" no universo.
- Nova Genesis e Apokolips foram formados na batalha final da guerra dos Deuses do Olimpo contra os Titãs.
- Aquaman nasceu do humano Tom Curry e da atlantiana Atlanna.
- Gavião Negro (Katar Hol), Mulher Gavião (Shayera Hol) e o Capitão Átomo apareceram no início da Era Moderna dos Super-Heróis.
- Brainiac foi criado pelo Computador Tirano de Colu.
- Capitão Marvel aparece em época que seria a Era de Bronze dos quadrinhos. Ele morava em São Francisco como mostrado em Shazam! The New Beginning.

## Historia do UDC
Após os eventos de Crise Infinita, a DC incluiu uma história retroativa chamada "History of the DCU", nas edições 2-11 da série 52. A versão foi escrita por Dan Jurgens.
Nessa nova versão, Donna Troy é quem conta a história do DCU ou Universo DC após a Crise Infinita.

## História do Multiverso
Numa história retroativa, que aparece nas revistas 49-38 de Contagem Regressiva para a Crise Final, são narrados os fatos sob a perspectiva dos Monitores Foi escrita por Dan Jurgens.

## Publicação Brasil
No país, a minissérie Crise nas Infinitas Terras foi publicada a primeira vez em 1987 pela Editora Abril que a republicou em 1989 e 1996. "A História do Universo DC" nunca chegou a ser publicada pela editora.
Em 2007, a Panini Comics publicou "A História do UDC" na revista "52" e em 2008 "História do Multiverso" na revista Contagem Regressiva.
Em 2009, a editora Panini publicou uma edição encadernada.
A Edição brasileira é baseada no encadernado lançado pela DC Comics em 2002 que teve capa do ilustrador Alex Ross.Como bônus, a editora adicionou a minissérie escrita e desenhada por Dan Jurgens.
Enquanto o encadernado da DC teve 104 páginas, o da Panini teve 164 páginas.